# Klaus Rohmeyer
Klaus Rohmeyer (* 29. April 1929 in Fischerhude; † 8. Februar 2013 in Fischerhude) war ein in Bremen, Fischerhude und in der norddeutschen Landschaft tätiger Fotograf. 

## Leben
Klaus Rohmeyer wurde als Sohn des Malers Wilhelm Heinrich Rohmeyer geboren, besuchte das Hermann-Böse-Gymnasium in Bremen und begann 1945 eine Tischlerlehre in Fischerhude. Ab 1950 arbeitete er als Tischler in Hessen und entdeckte auf Fahrradreisen durch Deutschland seine Neigung zur Fotografie. Der Kauf einer Linhof-Großformatkamera (1954) und der Besuch einer Fotoschule (1956) markieren erste Schritte zur Professionalisierung. Um 1957 arbeitete er im Atelier des Braunschweiger Fotografen Heinrich Heidersberger. Rohmeyers Spezialgebiet wurde seit den 1970er Jahren die Landschaftsfotografie, die er in Bildbänden, Kalendern und Ansichtskarten publizierte. Einen großen Teil seines fotografischen Nachlasses hat 2009 das Focke-Museum Bremen erworben.

## Bildbände von Klaus Rohmeyer
- Das Schnoorviertel in Bremen. Bremer Landesbank. Bremen o. J. [1964].
- Binnendieks und Butendieks: Die Unterweser als Landschaft. Bremer Landesbank, Bremen [um 1970].
- Land zwischen Nord- und Ostsee. Süddeutscher Verlag: München 1975.
- Heinrich Schmidt-Barrien: Land um Bremen. Schünemann: Bremen 1978.
- Bummel durch Bremen. Schünemann, Bremen 1978.
- Hans-Jürgen Hansen: Land zwischen Heide und Meer: Niedersachsen. Süddeutscher Verlag, München 1979.
- Hans Jürgen Hansen: Zwischen Elbe und Weser: Die ehemaligen Herzogtümer Bremen und Verden. Urbes, Gräfelfing 1984.

| Personendaten    | Personendaten                           |
| ---------------- | --------------------------------------- |
| NAME             | Rohmeyer, Klaus                         |
| KURZBESCHREIBUNG | deutscher Fotograf                      |
| GEBURTSDATUM     | 29. April 1929                          |
| GEBURTSORT       | Fischerhude, Deutsches Reich            |
| STERBEDATUM      | 8. Februar 2013                         |
| STERBEORT        | Fischerhude, Niedersachsen, Deutschland |